# Sinalizador de inicialização
Um sinalizador de inicialização (do inglês boot flag) é um valor de 1 byte em um registro de partição não estendida, dentro de um registro mestre de inicialização. Aparece no início de um registro de partição, como o valor 0x80. Um valor de 0x00 indica que a partição não possui o sinalizador de inicialização definido. Qualquer outro valor é inválido.
Sua função principal é indicar para um carregador de inicialização do tipo MS-DOS/MS Windows qual partição inicializar. Em alguns casos, ele é usado pelo Windows XP/2000 para atribuir à partição ativa a letra "C:". A partição ativa é a partição na qual o sinalizador de inicialização está configurado. O DOS e o Windows permitem que apenas uma partição de inicialização seja definida com o sinalizador de inicialização.
Outros carregadores de inicialização usados por gerenciadores de inicialização de terceiros (como GRUB ou XOSL) podem ser instalados em um registro mestre de inicialização e podem inicializar partições primárias ou estendidas, que não possuem o sinalizador de inicialização definido.
Existem muitos editores de disco que podem modificar o sinalizador de inicialização, como o Gerenciamento de disco no Windows e o fdisk.
Alguns BIOS com falha testam se o sinalizador de inicialização de pelo menos uma partição está configurado. Caso contrário, elas ignoram o dispositivo na ordem de inicialização. Portanto, mesmo que o gerenciador de inicialização não precise do sinalizador, ele deve estar configurado para iniciar o código de inicialização do BIOS.